# Urban Vovk
Urban Vovk, slovenski literarni kritik, esejist, pisatelj, prevajalec, * 1971, Kranj

## Življenjepis
Urban Vovk se je rodil leta 1971 v Kranju. Končal je študij filozofije na ljubljanski Filozofski fakulteti. Po njem je bil nekaj časa zaposlen kot gimnazijski profesor, med letoma 2000 in 2012 je bil svobodnjak, potem je bil dve leti zaposlen v Mestni knjižnici Ljubljana, kjer je opravljal funkcijo programskega vodje Trubarjeve hiše literature, od septembra 2014 pa je znova samozaposlen. Piše predvsem literarne kritike, eseje in kratko prozo ter prevaja.

## Literarno delo
Leta 2002 je izšel njegov kritiško-esejistični knjižni prvenec V teku časa, za katerega je isto leto prejel Stritarjevo nagrado Društva slovenskih pisateljev za najperspektivnejšega kritika. Ob koncu leta 2006 je izšla njegova druga knjiga, izbor esejev z naslovom Kruh zgodnjih let, za katero je bil leto kasneje nomiran za Rožančevo nagrado za najboljšo esejistično zbirko. V začetku leta 2012 je izšla Vovkova tretja knjiga z naslovom Res neznosna resnobnost!?, v kateri se avtor monografsko posveča svojemu najljubšem nobelovcu, J. M. Coetzeeju. Novembra 2015 je izšel Vovkov prozni prvenec Garaže.
Njegova besedila so bila doslej prevedena v enajst jezikov.
Med letoma 2001 in 2008 je opravljal funkciji glavnega in/ali odgovornega urednika revije Literatura, katere izdajatelj je Literarno-umetniško društvo Literatura. Pri istem izdajatelju je med letoma 2002 in 2007 urejal knjižno zbirko Prišleki, namenjeno izvirnemu slovenskemu leposlovju. Od 2011 do 2013 je bil urednik knjižne zbirke Sto slovanskih romanov za Slovenijo, trenutno pa urednikuje pri založbi Beletrina.
Od leta 2001 do 2017 je predsedoval Literarno-umetniškemu društvu (LUD) Literatura. Bil je tudi ustanovni član in prvi predsednik (2008–2014) Društva slovenskih literarnih kritikov (DSLK) ter idejni oče nagrade kritiško sito, ki jo to društvo vsako leto podeli najboljši leposlovni knjigi slovenskega avtorja.
Z Urošem Zupanom sta sestavila in leta 2013 tudi objavila antologijo sodobne slovenske poezije z naslovom 75 pesmi od Dekleve do Peratove.
Med letoma 2004 in 2017 je redno vodil kritiške delavnice v okviru Šole kreativnega pisanja LUD Literatura.
Podpisal se je pod petnajst knjižnih in celo vrsto revijalnih prevodov del avtorjev s področja bivše SFRJ in Združenih držav. Je tudi avtor številnih spremnih besed h knjigam domačih in tujih avtorjev.
Sodeloval je v strokovnih komisijah za vse najpomembnejše slovenske literarne nagrade in pri Evropski komisiji v Bruslju. Nazadnje je predsedoval strokovni komisiji za književnost pri Prešernovem skladu.